# Gaio Plauzio Deciano
Gaio Plauzio Deciano (fl. IV secolo a.C.) è stato un politico romano del IV secolo a.C.

## Biografia
Fu eletto console nel 329 a.C., collega di Lucio Emilio Mamercino Privernate. Lucio Emilio si preparò a combattere contro i Galli, che si diceva marciassero verso sud, bandendo una leva; quando la notizia si rivelò infondata, riunì le sue forze a quelle di Deciano, assediando la città di Privernum. La caduta della città fu considerata un avvenimento di tale importanza che ambedue i consoli ottennero il trionfo e Lucio Emilio fu soprannominato "Privernate".

### Fonti primarie
- Tito Livio, Ab Urbe condita libri

### Fonti secondarie
- William Smith, Dictionary of Greek and Roman Biography and Mythology, vol. II, Boston, Little, Brown, and Company, 1867.